# Pavetta gardeniifolia
Pavetta gardeniifolia är en måreväxtart som beskrevs av Ferdinand von Hochstetter och Achille Richard. Pavetta gardeniifolia ingår i släktet Pavetta och familjen måreväxter.

## Underarter
Arten delas in i följande underarter:
- P. g. appendiculata
- P. g. gardeniifolia
- P. g. subtomentosa